# Apóskepos
Apóskepos (Aposkepos) är en ort i Grekland.   Den ligger i prefekturen Nomós Kastoriás och regionen Västra Makedonien, i den norra delen av landet, 400 km nordväst om huvudstaden Aten. Apóskepos ligger 793 meter över havet och antalet invånare är 139.
Terrängen runt Apóskepos är huvudsakligen kuperad, men åt sydost är den platt. Runt Apóskepos är det glesbefolkat, med 12 invånare per kvadratkilometer. Närmaste större samhälle är Kastoria, 4,3 km söder om Apóskepos. Omgivningarna runt Apóskepos är en mosaik av jordbruksmark och naturlig växtlighet.